# Murlav
Murlav (Caloplaca saxicola) är en lavart som först beskrevs av Franz Georg Hoffmann, och fick sitt nu gällande namn av Nordin. Murlav ingår i släktet orangelavar och familjen Teloschistaceae.  Arten är reproducerande i Sverige. Inga underarter finns listade i Catalogue of Life.

## Källor

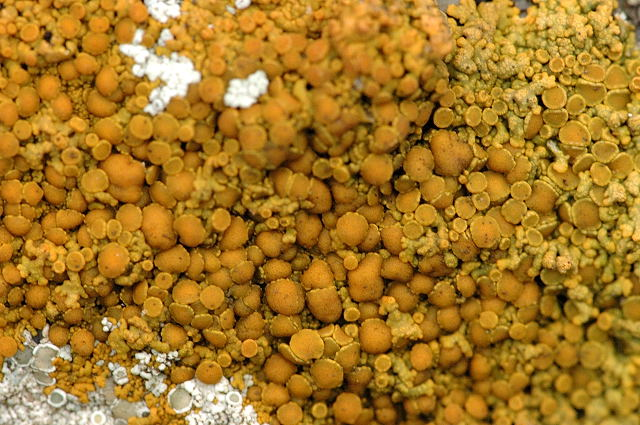
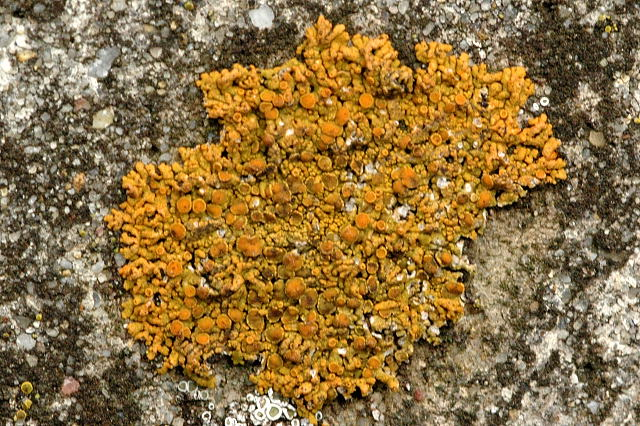